# Monte Incudine
De Monte Incudine (Corsicaans: Monti Alcudina) is een 2136 meter hoge berg op het Franse eiland Corsica. De berg is de hoogste berg die geheel in het departement Corse-du-Sud ligt. De Monte Renoso (2352 m) en de zuidflank van de Maniccia (2425 m) bij de Monte Rotondo liggen op de grens van beide departementen.
De wandeling GR20 op Corsica loopt langs de top van de Monte Incudine.
Vanaf de top van de berg heeft men uitzicht over vrijwel al het gebergte van Corsica, en met goed weer kan Elba en het Italiaanse vasteland worden gezien.
Het massief van de Alcudina is het vierde hoogste bergmassief van het eiland en wordt in het noordnoordwesten begrensd door de Col de Verde.

## Fotogalerij

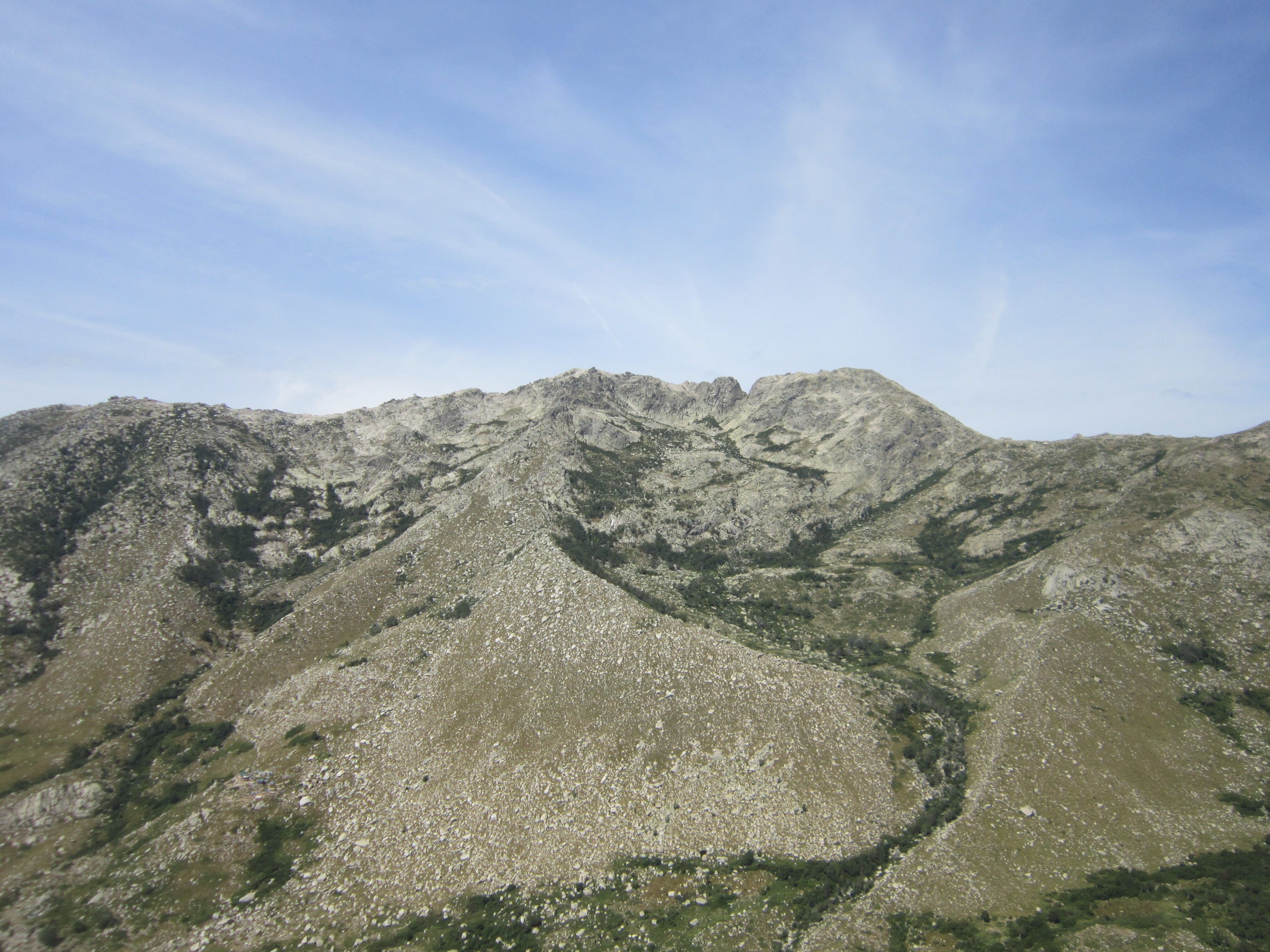
zicht op de Alcudina
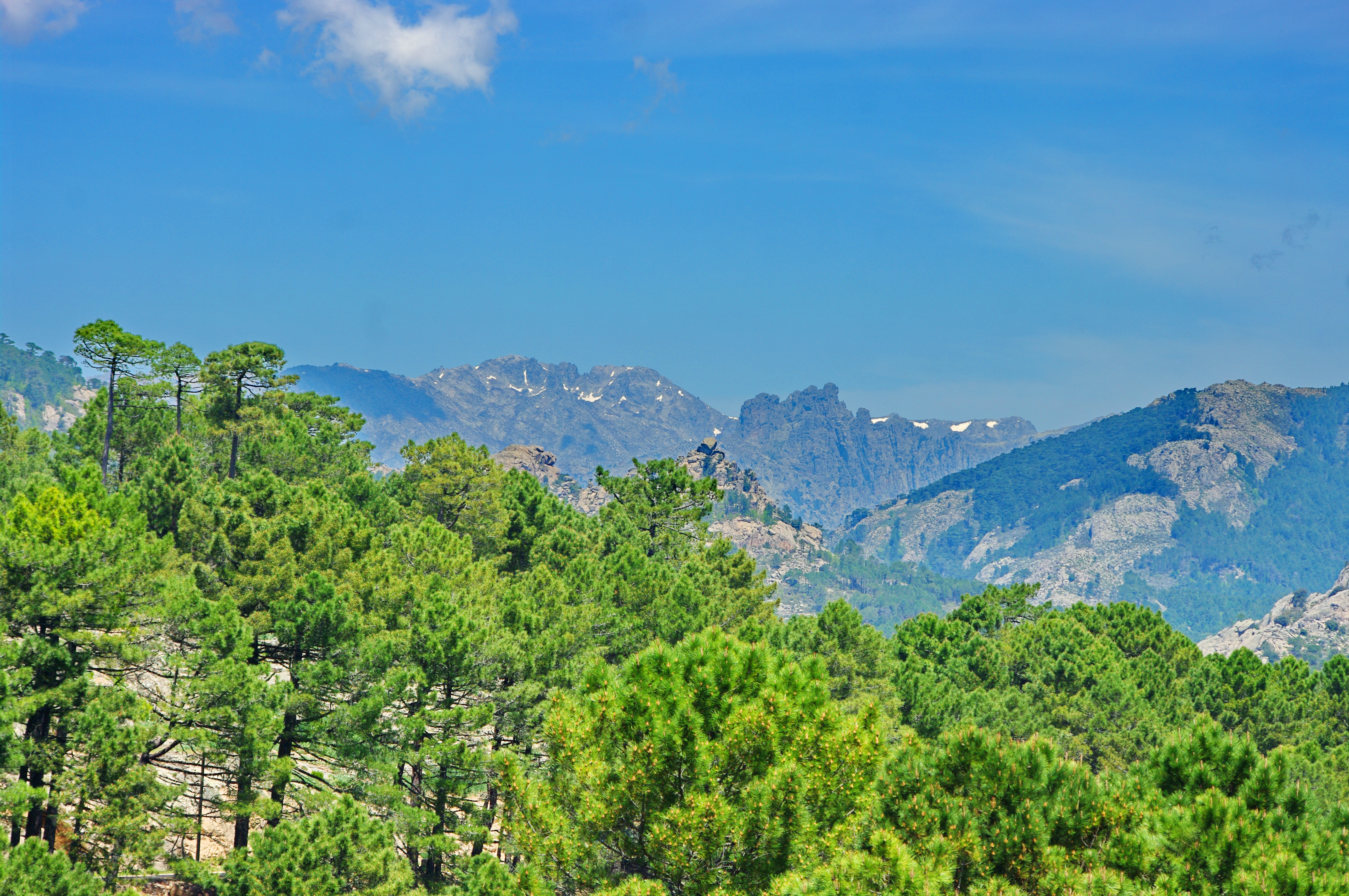
vanaf de omgeving van de Col d'Illarata
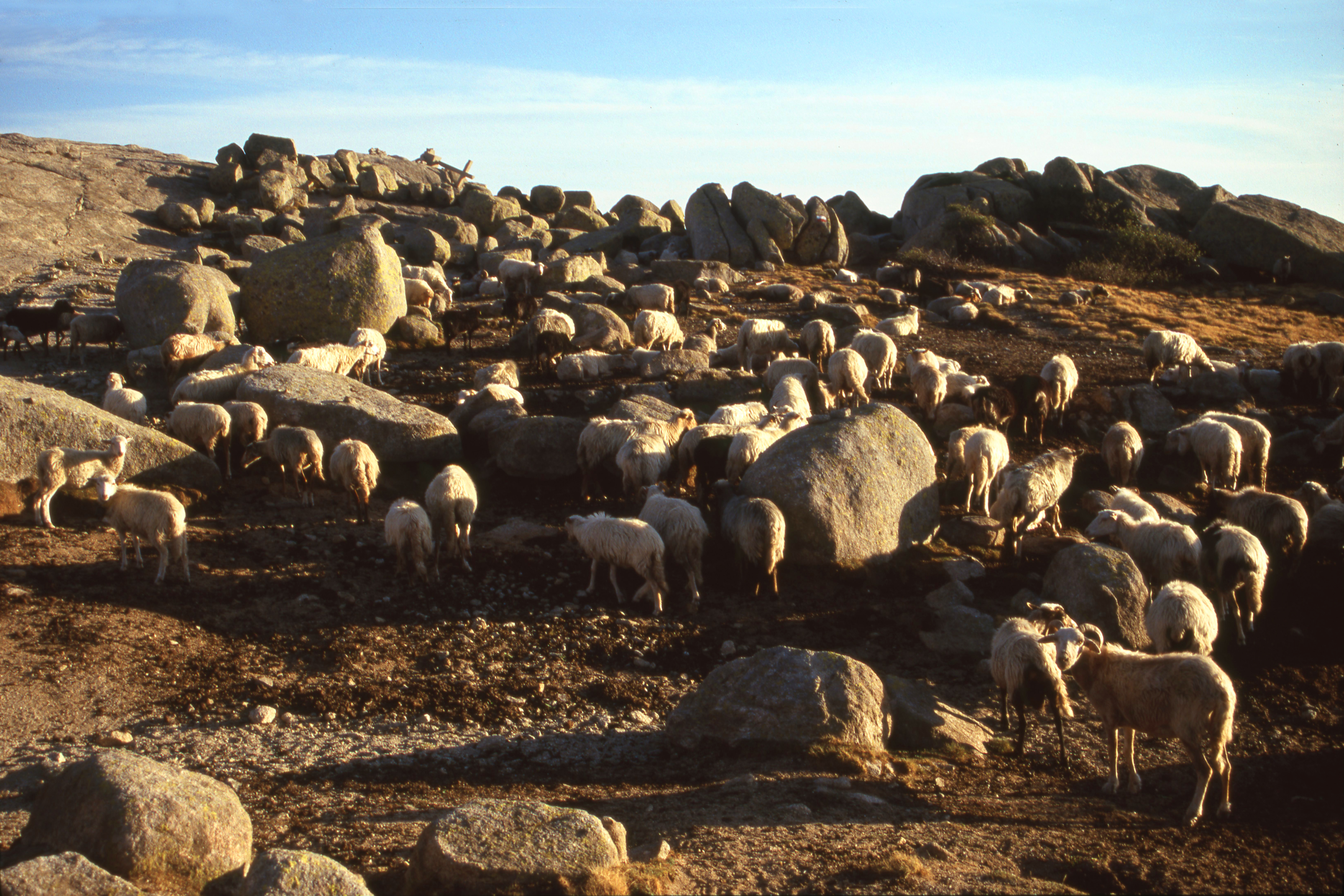
kudde schapen op de top van de berg